# Comté d'Essex (Ontario)
Pour les articles homonymes, voir Essex (homonymie).

Localisation du comté d'Essex (en rouge).

Le comté d'Essex couvre la partie la plus méridionale de l'Ontario.
Les municipalités dans le comté d'Essex incluent :
- Amherstburg ;
- Essex ;
- Kingsville ;
- Lakeshore ;
- LaSalle ;
- Leamington ;
- Pelée ;
- Tecumseh.

La ville de Windsor est séparée de l'administration du comté, mais elle en fait partie aux fins de recensement.

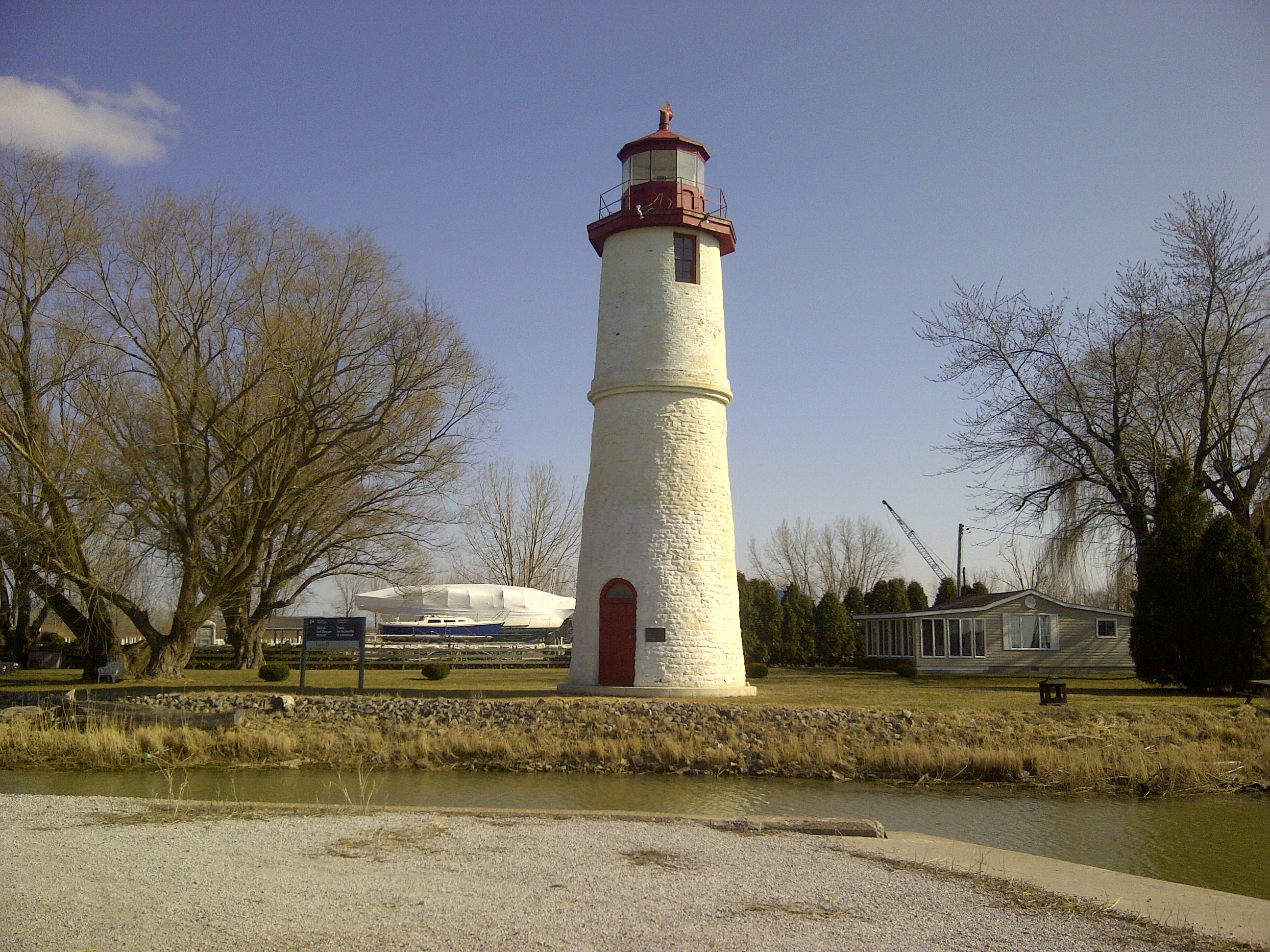
Phare de la rivière Thames, dans le comté d'Essex, Ontario, construit en 1818.